# آبگیری معدن
آبگیری معدن به عملی گفته می‌شود که طی آن آب‌های زیرزمینی از معدن خارج می‌شوند. وقتی معدنی زیر سطح آب زیرزمینی امتداد می‌یابد، به دلیل جاذبه، آب‌های زیرزمینی به داخل معدن نفوذ می‌کنند. در برخی پروژه‌ها، آب‌های زیرزمینی مانع کوچکی هستند که می‌توان به صورت موردی با آنها برخورد کرد. در سایر معادن و در سایر شرایط زمین‌شناسی، آبگیری برای پایداری معدن اساسی است و ممکن است نیاز به استفاده از منابع و مدیریت بسیار زیادی داشته باشد.

## تاریخچه

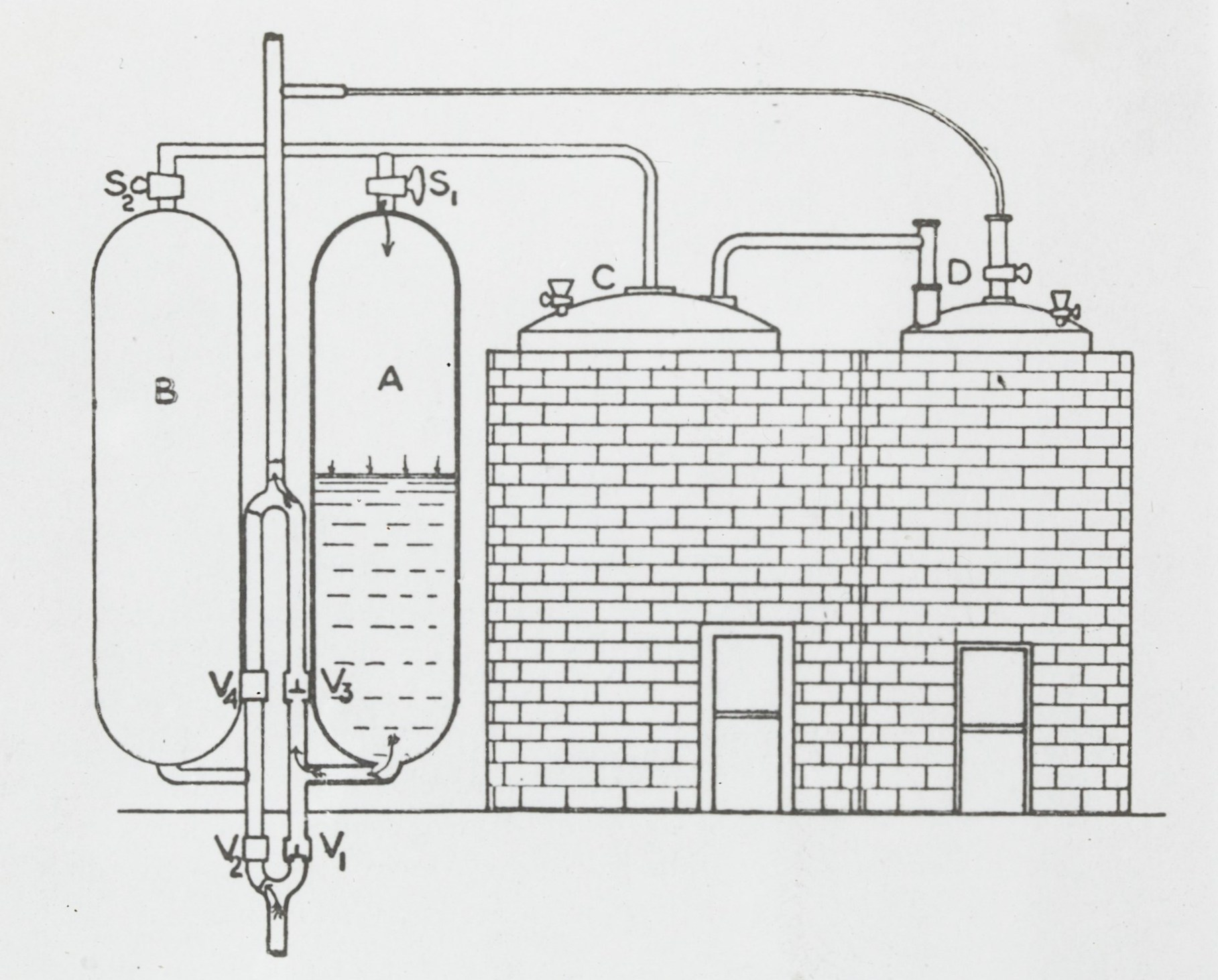
موتور پمپ آب معدن توماس سیوری

شماتیک موتور نیوکامن. – (صورتی)، آب (آبی)– شیرها باز (آبی)، شیرها بسته (قرمز)

عمل برداشت آب از معدنی که در حال بهره‌برداری است، از دوران نوسنگی انجام می‌شده است. در گذشته این کار با استفاده از یک سایه‌بان، حفر خاکریزهای عمیق‌تر به طوری که نیروی جاذبه آب را از بین ببرد، با نصب سطل‌های چرمی پر از آب روی چرخ‌های آبی یا، اگر هیچ روش دیگری وجود نداشت، حمل دستی سطل‌های پر از آب انجام می‌شد. پیچ ارشمیدس همچنین از نظر تاریخی برای پمپاژ آب از معادن استفاده می‌شد. در مواردی که هیچ‌یک از روش‌های آبگیری مؤثر نبود، معدن به دلیل سیل مجبور به تعطیلی شد.
در قرن پانزدهم، تکنیک‌های تخلیه آب معدن پیشرفت‌های فنی زیادی داشتند، زیرا اولین پمپ‌های چوبی مکانیزه در معدن راملزبرگ آلمان (ساکسونی سفلی) و بعداً در معادن ارنفریدرسدورف (ساکسونی) در قرن شانزدهم مورد استفاده قرار گرفتند.
با انقلاب صنعتی، تقاضا برای زغال سنگ بیشتر، تخلیه آب از معادن عمیق‌تر را نیز ایجاب می‌کرد. آب در سطل‌ها ریخته می‌شد و با استفاده از نقاله‌های طنابی که توسط اسب‌ها روی تردمیل‌ها حرکت می‌کردند، برداشته می‌شد. توماس ساوری اولین کسی بود که متوجه شد می‌توان از موتور بخار برای پمپاژ آب از معادن استفاده کرد، بنابراین او یک نوع اولیه از موتور بخار را به ثبت رساند. با این حال، موتور پیشنهادی او ناکارآمد و از نظر طراحی مشکل‌ساز بود. نمی‌توانست آب را بالاتر از ۹ متر (۳۰ فوت) بالاتر از سطح آب.
موتور اتمسفری که توسط توماس نیوکامن در سال ۱۷۱۲ اختراع شد، ایده‌های توماس ساوری، که به دلیل حق ثبت اختراع ساوری مجبور به همکاری با او شده بود، و دنیس پاپین، با استفاده از اختراع پیستون او، را با هم ترکیب کرد. این اولین کاربرد عملی موتور بخار در معدن بود و برای آبگیری معادن زغال سنگ و قلع استفاده می‌شد. اولین پمپ فلزی قابل اعتماد توسط جوزف کارولی هل ساخته شد و در سال ۱۷۴۹ در شمنیتس مورد استفاده قرار گرفت.
در قرن بیستم، پمپ‌های شناور نوآوری دیگری در زهکشی معادن ارائه دادند. در حال حاضر تکنیک‌ها و سیستم‌های آبگیری آنقدر پیشرفته و برای هر نوع معدن - روباز یا زیرزمینی - به خوبی تعریف شده‌اند که حتی معادنی با عمق هزاران متر نیز با موفقیت آبگیری می‌شوند.

## مشکلات مربوط به آبگیری معادن
تخلیه آب از معدنی که کاملاً یا تا حدی غرقاب شده است، یا حتی به عنوان یک رویه معمول در فعالیت‌های عادی معدن، ممکن است مشکلات متعددی را به همراه داشته باشد که بیشتر آنها مربوط به محیط زیست هستند. این اتفاق می‌تواند هم در معادن روباز و هم در معادن زیرزمینی رخ دهد. مشکلات بزرگی نیز در معادن متروکه‌ای که زهاب اسیدی معدن در آنها انباشته شده است، در حال شکل‌گیری است که با ماندن آب در معدن و واکنش با سنگ‌های نمایان، به یک مشکل بزرگتر تبدیل می‌شوند. می‌توان از طریق مدیریت صحیح و با بودجه کافی، اثرات آن را کاهش داد.
مهم‌ترین نگرانی‌ها در مورد آبگیری معادن مربوط به زهکشی اسیدی معادن و پراکندگی آب آلوده به سایر منابع آبی و تبدیل شدن محیط زیست به یک منبع جدی آلودگی است.

## انواع روش‌ها و سیستم‌های زهکشی
آبگیری معادن روباز و معادن زیرزمینی متفاوت است. هر روش به لباس و تکنیک‌های متفاوتی متکی است.
در زیر زمین، از روش‌های زیر استفاده می‌شود:
- گذرگاه افقی
- پمپ کف کش